# برناردوو
برناردوو (به چکی: Bernardov) یک منطقهٔ مسکونی در جمهوری چک است که در ناحیه کوتنا هورا واقع شده‌است. برناردوو ۳٫۴۵ کیلومتر مربع مساحت و ۱۹۶ نفر جمعیت دارد و ۲۳۵ متر بالاتر از سطح دریا واقع شده‌است.